# Promozione 1920-1921
La Promozione 1920-1921 fu un campionato cadetto di calcio disputato in Italia. La manifestazione fu organizzata su base locale dai comitati regionali della FIGC.

## Organizzazione
Il campionato era organizzato su base regionale in gironi di andata/ritorno gestiti dai Comitati Regionali e fu il secondo livello regionale fino alla stagione 1921-1922, il più alto a non prevedere una seconda fase finale a livello nazionale.
Non erano previste retrocessioni in Terza Categoria perché quest'ultima diventò la categoria in cui erano relegate le società di nuova affiliazione che non potevano permettersi di allestire un campo di gioco avente dimensioni superiori al minimo richiesto dalla F.I.G.C. (90x45) ma soprattutto mancanti della palizzata in legno che avrebbe loro permesso di far pagare il biglietto d'ingresso.
È per questo motivo che a lungo andare giocare con "squadre di Terza Categoria" assunse il significato di confrontarsi con squadre in infimo livello.

## Liguria

### Girone A

#### Squadre partecipanti
| Squadra                 | Città (provincia) | Stagione 1919-1920 |
| ----------------------- | ----------------- | ------------------ |
| G.S. Ansaldo            | Genova            |                    |
| S.S. Giovani Calciatori | Bolzaneto         |                    |
| S.C. Embriaci           | Genova            |                    |
| U.S. Pontedecimo        | Pontedecimo (GE)  |                    |

#### Classifica finale
|  | Pos. | Squadra            | Pt | G | V | N | P | GF | GS | DR |
|  | ---- | ------------------ | -- | - | - | - | - | -- | -- | -- |
|  | 1.   | Giovani Calciatori | 12 | 6 | 6 | 0 | 0 | .  | .  | +  |
|  | 2.   | Pontedecimo        | 6  | 6 | 3 | 0 | 3 | .  | .  | +  |
|  | 3.   | Embriaci           | 4  | 5 | 2 | 0 | 3 | .  | .  | +  |
|  | 4.   | Ansaldo            | 0  | 5 | 0 | 0 | 5 | .  | .  | +  |

Legenda:
      Ammesso alle semifinali liguri.
Note:
Due punti a vittoria, uno a pareggio, zero a sconfitta.
Pari merito in caso di pari punti.

#### Risultati

##### Calendario
- 2 gennaio 1921:
  - GC-Ansaldo 19-0
  - Embriaci-Pontedecimo 1-0
- 16 gennaio:
  - GC-Pontedecimo 2-0
- 23 gennaio:
  - GC-Embriaci 3-1
  - Ansaldo-Pontedecimo 2-1 (partita sospesa a 5 minuti dalla fine per invasione di campo)

### Girone B

#### Squadre partecipanti
| Squadra                          | Città (provincia)    | Stagione 1919-1920 |
| -------------------------------- | -------------------- | ------------------ |
| Forti e Veloci                   | Genova               |                    |
| S.C. Molassana                   | Molassana (GE)       |                    |
| Officine Elettro-Meccaniche F.C. | Rivarolo Ligure (GE) |                    |
| S.C. Serenitas                   | Genova               |                    |

#### Classifica finale
|  | Pos. | Squadra                     | Pt | G | V | N | P | GF | GS | DR |
|  | ---- | --------------------------- | -- | - | - | - | - | -- | -- | -- |
|  | 1.   | Serenitas                   | 11 | 6 | 5 | 1 | 0 | .  | .  | +  |
|  | 2.   | Molassana                   | 7  | 6 | 3 | 1 | 2 | .  | .  | +  |
|  | 3.   | Forti e Veloci              | 6  | 6 | 2 | 2 | 2 | .  | .  | -  |
|  | 4.   | Officine Elettro-Meccaniche | 0  | 6 | 0 | 0 | 6 | .  | .  | -  |

Legenda:
      Ammesso alle semifinali liguri.
Note:
Due punti a vittoria, uno a pareggio, zero a sconfitta.
Pari merito in caso di pari punti.
Spareggio in caso di pari punti in zona promozione.

#### Risultati

##### Calendario
- 2 gennaio:
  - Serenitas-Forti e Veloci 0-0
  - Molassana-OEM 3-1
- 16 gennaio:
  - Serenitas-Molassana 4-0
  - Forti e Veloci-OEM 4-0
- 23 gennaio:
  - Molassana-Serenitas (sospesa per tragedia in campo)
  - Forti e Veloci-OEM 5-0

### Girone C

#### Squadre partecipanti
| Squadra            | Città (provincia) | Stagione 1919-1920 |
| ------------------ | ----------------- | ------------------ |
| U.S. Albarese      | Genova-Albaro     |                    |
| S.S. Corniglianese | Cornigliano (GE)  |                    |
| U.S. FERT Enotria  | Genova            |                    |
| Fiorente F.C.      | Genova            |                    |

#### Classifica finale
|  | Pos. | Squadra       | Pt | G | V | N | P | GF | GS | DR |
|  | ---- | ------------- | -- | - | - | - | - | -- | -- | -- |
|  | 1.   | Fiorente      | 12 | 6 | 6 | 0 | 0 | .  | .  | +  |
|  | 2.   | Albarese      | 8  | 6 | 4 | 0 | 2 | .  | .  | +  |
|  | 3.   | Corniglianese | 4  | 6 | 2 | 0 | 4 | .  | .  | +  |
|  | 4.   | FERT Enotria  | 0  | 6 | 0 | 0 | 6 | .  | .  | -  |

Legenda:
      Ammesso alle semifinali liguri.
Note:
Due punti a vittoria, uno a pareggio, zero a sconfitta.
Pari merito in caso di pari punti.
Spareggio in caso di pari punti in zona promozione.
Risultati
- 2 gennaio:
  - Fiorente-Fert Enotria 0-0
  - Albarese-Corniglianese 9-0
- 23 gennaio:
  - Fiorente-Corniglianese 2-0 (amichevole per assenza dell'arbitro)

### Girone D

#### Squadre partecipanti
| Squadra              | Città (provincia) | Stagione 1919-1920 |
| -------------------- | ----------------- | ------------------ |
| Balilla S.C. Virtus  | Genova            |                    |
| U.S. Folgor          | Genova            |                    |
| Grifone F.C.         | Genova            |                    |
| Circolo S.Margherita | Genova            |                    |

#### Classifica finale
|  | Pos. | Squadra          | Pt | G | V | N | P | GF | GS | DR |
|  | ---- | ---------------- | -- | - | - | - | - | -- | -- | -- |
|  | 1.   | Grifone          | 8  | 5 | 3 | 2 | 0 | .  | .  | +  |
|  | 2.   | Santa Margherita | 7  | 5 | 3 | 1 | 1 | .  | .  | +  |
|  | 3.   | Balilla Virtus   | 6  | 6 | 3 | 0 | 3 | .  | .  | -  |
|  | 4.   | Folgor           | 1  | 6 | 0 | 1 | 5 | .  | .  | -  |

Legenda:
      Ammesso alle semifinali liguri.
Note:
Due punti a vittoria, uno a pareggio, zero a sconfitta.
Pari merito in caso di pari punti.
Spareggio in caso di pari punti in zona promozione.
Il Balilla si dimise dalla FIGC aderendo alle secessioniste.

#### Risultati
- 2 gennaio:
  - Fulgor-Grifone 2-0
  - Santa Margherita-Balilla 4-0

### Girone E

#### Squadre partecipanti
| Squadra       | Città (provincia) | Stagione 1919-1920 |
| ------------- | ----------------- | ------------------ |
| Aurora F.C.   | Savona (GE)       |                    |
| Miramare F.C. | Savona (GE)       |                    |
| Speranza F.C. | Savona (GE)       |                    |
| Vado F.C.     | Vado Ligure (GE)  |                    |

#### Classifica finale
|  | Pos. | Squadra  | Pt | G | V | N | P | GF | GS | DR  |
|  | ---- | -------- | -- | - | - | - | - | -- | -- | --- |
|  | 1.   | Speranza | 11 | 6 | 5 | 1 | 0 | 14 | 3  | +11 |
|  | 2.   | Vado     | 7  | 6 | 3 | 1 | 2 | 9  | 5  | +4  |
|  | 3.   | Aurora   | 4  | 6 | 2 | 0 | 4 | 7  | 9  | -2  |
|  | 4.   | Miramare | 2  | 6 | 1 | 0 | 5 | 3  | 16 | -13 |

Legenda:
      Ammesso alle semifinali liguri.
Note:
Due punti a vittoria, uno a pareggio, zero a sconfitta.
Pari merito in caso di pari punti.
Spareggio in caso di pari punti in zona promozione.
Risultati
- 2 gennaio:
  - Aurora-Miramare 3-0
  - Vado-Speranza: sospeso per mancanza dell'arbitro.
- 23 gennaio:
  - Vado-Aurora 1-0
  - Speranza-Miramare 3-1
- 30 gennaio:
  - Vado-Miramare 2-0
  - Speranza-Aurora 4-1

### Girone F

#### Squadre partecipanti
| Squadra                | Città (provincia)            | Stagione 1919-1920 |
| ---------------------- | ---------------------------- | ------------------ |
| F.B.C. Entella         | Chiavari (GE)                |                    |
| C.S. Ruentes           | Rapallo (GE)                 |                    |
| S.S. Tigullio          | Santa Margherita Ligure (GE) |                    |
| Unione Veloce Juventus | La Spezia (GE)               |                    |
| S.C. Virtus            | La Spezia (GE)               |                    |

#### Classifica finale
|  | Pos. | Squadra         | Pt | G | V | N | P | GF | GS | DR  |
|  | ---- | --------------- | -- | - | - | - | - | -- | -- | --- |
|  | 1.   | Entella         | 16 | 8 | 8 | 0 | 0 | 23 | 4  | +19 |
|  | 2.   | Veloce Juventus | 12 | 8 | 6 | 0 | 2 | 16 | 12 | +4  |
|  | 3.   | Ruentes         | 4  | 7 | 2 | 0 | 5 | 6  | 17 | -11 |
|  | 4.   | Tigullio        | 4  | 8 | 2 | 0 | 6 | 9  | 18 | -9  |
|  | 5.   | Virtus Spezia   | 1  | 7 | 0 | 1 | 6 | 4  | 10 | -6  |

Legenda:
      Ammesso alle semifinali liguri.
Note:
Due punti a vittoria, uno a pareggio, zero a sconfitta.
Pari merito in caso di pari punti.
Spareggio in caso di pari punti in zona promozione.
Risultati
- 2 gennaio:
  - Tigullio-Virtus 1-0
  - Veloce-Ruentes 4-1
- 16 gennaio:
  - Virtus-Ruentes 4-2 (amichevole per assenza dell'arbitro)
  - Entella-Veloce 1-0

### Semifinale A

#### Classifica finale
|  | Pos. | Squadra            | Pt | G | V | N | P | GF | GS | DR |
|  | ---- | ------------------ | -- | - | - | - | - | -- | -- | -- |
|  | 1.   | Speranza           | 11 | 6 | 5 | 1 | 0 | 16 | 8  | +8 |
|  | 2.   | Giovani Calciatori | 9  | 6 | 4 | 1 | 1 | 13 | 6  | +7 |
|  | 3.   | Entella            | 3  | 6 | 1 | 1 | 4 | 3  | 9  | -6 |
|  | 4.   | Albarese           | 1  | 6 | 0 | 1 | 5 | 3  | 12 | -9 |

Legenda:
      Ammesso alle semifinali liguri.
Note:
Due punti a vittoria, uno a pareggio, zero a sconfitta.
Pari merito in caso di pari punti.
Spareggio in caso di pari punti in zona promozione.

### Semifinale B

#### Classifica finale
|  | Pos. | Squadra         | Pt | G | V | N | P | GF | GS | DR  |
|  | ---- | --------------- | -- | - | - | - | - | -- | -- | --- |
|  | 1.   | Serenitas       | 11 | 6 | 5 | 1 | 0 | 22 | 3  | +19 |
|  | 2.   | Veloce Juventus | 8  | 6 | 3 | 2 | 1 | 12 | 7  | +5  |
|  | 3.   | Pontedecimo     | 4  | 6 | 1 | 2 | 3 | 2  | 13 | -11 |
|  | 4.   | Grifone         | 1  | 6 | 0 | 1 | 5 | 0  | 13 | -13 |

Legenda:
      Ammesso alle finali liguri.
Note:
Due punti a vittoria, uno a pareggio, zero a sconfitta.
Pari merito in caso di pari punti.
Spareggio in caso di pari punti in zona promozione.

### Semifinale C

#### Classifica finale
|  | Pos. | Squadra          | Pt | G | V | N | P | GF | GS | DR |
|  | ---- | ---------------- | -- | - | - | - | - | -- | -- | -- |
|  | 1.   | Santa Margherita | 10 | 6 | 5 | 0 | 1 | 12 | 4  | +8 |
|  | 2.   | Vado             | 6  | 6 | 2 | 2 | 2 | 7  | 5  | +2 |
|  | 3.   | Fiorente         | 5  | 6 | 1 | 3 | 2 | 4  | 7  | -3 |
|  | 4.   | Molassana        | 3  | 6 | 0 | 3 | 3 | 1  | 8  | -7 |

Legenda:
      Ammesso alle finali liguri.
Note:
Due punti a vittoria, uno a pareggio, zero a sconfitta.
Pari merito in caso di pari punti.
Spareggio in caso di pari punti in zona promozione.

### Finale

#### Classifica finale
|  | Pos. | Squadra            | Pt | G  | V | N | P | GF | GS | DR  |
|  | ---- | ------------------ | -- | -- | - | - | - | -- | -- | --- |
|  | 1.   | Giovani Calciatori | __ | __ | _ | _ | _ | _  | __ | +__ |
|  | 2.   | Speranza           | 5  | __ | _ | _ | _ | _  | __ | +__ |
|  | 2.   | Serenitas          | 5  | __ | _ | _ | _ | _  | __ | +__ |
|  | 4.   | ?                  | __ | __ | _ | _ | _ | _  | __ | +__ |
|  | 5.   | ?                  | __ | __ | _ | _ | _ | _  | __ | +__ |
|  | 6.   | ?                  | __ | __ | _ | _ | _ | _  | __ | +__ |

Legenda:
      Campione ligure e promosso in Prima Categoria 1921-1922.
      Poi ammesso in Prima Categoria a completamento degli organici.
Note:
Due punti a vittoria, uno a pareggio, zero a sconfitta.
Pari merito in caso di pari punti con spareggio in zona promozione.

## Piemonte

### Girone A

#### Squadre partecipanti
| Squadra             | Città (provincia)     | Stagione 1919-1920 |
| ------------------- | --------------------- | ------------------ |
| Asti F.C.           | Asti (AL)             |                    |
| U.S. Barriera Nizza | Torino                |                    |
| Piemonte F.C.       | Torino                |                    |
| U.S. Settimese      | Settimo Torinese (TO) |                    |
| U.S. Trinese        | Trino Vercellese (NO) |                    |

#### Classifica
|  | Pos. | Squadra        | Pt | G | V | N | P | GF | GS | DR |
|  | ---- | -------------- | -- | - | - | - | - | -- | -- | -- |
|  | 1.   | Barriera Nizza | 11 | 8 | 3 | 5 | 0 | 14 | 6  | +8 |
|  | 2.   | Trinese        | 10 | 8 | 4 | 2 | 2 | 17 | 12 | +5 |
|  | 3.   | Piemonte       | 7  | 8 | 2 | 3 | 3 | 15 | 16 | -1 |
|  | 4.   | Settimese      | 7  | 8 | 2 | 3 | 3 | 11 | 15 | -4 |
|  | 5.   | Asti           | 5  | 8 | 2 | 1 | 5 | 10 | 18 | -8 |

Legenda:
      Ammesso al girone di finale.
Note:
Due punti a vittoria, uno a pareggio, zero a sconfitta.
Pari merito in caso di pari punti.
Spareggio in caso di pari punti in zona promozione.

#### Calendario
| andata (1ª) | andata (1ª)       | Prima giornata         | ritorno (6ª) | ritorno (6ª) |
|             |                   |                        |              |              |
| 5 dic.      | 1-2               | Asti-Piemonte          | 3-1          | 13 feb.      |
| 5 dic.      | 1-1               | Barriera Nizza-Trinese | 0-0          | 13 feb.      |
| 5 dic.      | Riposa: Settimese |                        |              | 13 feb.      |

| andata (2ª) | andata (2ª)     | Seconda giornata    | ritorno (7ª) | ritorno (7ª) |
|             |                 |                     |              |              |
| 12 dic.     | 0-3             | Piemonte-Settimese  | 1-1          | 13 mar.      |
| 12 dic.     | 1-4             | Asti-Barriera Nizza | 1-2          | 20 feb.      |
| 12 dic.     | Riposa: Trinese |                     |              | 20 feb.      |

| andata (1ª) | andata (1ª)       | Prima giornata         | ritorno (6ª) | ritorno (6ª) |
|             |                   |                        |              |              |
| 5 dic.      | 1-2               | Asti-Piemonte          | 3-1          | 13 feb.      |
| 5 dic.      | 1-1               | Barriera Nizza-Trinese | 0-0          | 13 feb.      |
| 5 dic.      | Riposa: Settimese |                        |              | 13 feb.      |

| andata (2ª) | andata (2ª)     | Seconda giornata    | ritorno (7ª) | ritorno (7ª) |
|             |                 |                     |              |              |
| 12 dic.     | 0-3             | Piemonte-Settimese  | 1-1          | 13 mar.      |
| 12 dic.     | 1-4             | Asti-Barriera Nizza | 1-2          | 20 feb.      |
| 12 dic.     | Riposa: Trinese |                     |              | 20 feb.      |

| andata (3ª) | andata (3ª)      | Terza giornata           | ritorno (8ª) | ritorno (8ª) |
|             |                  |                          |              |              |
| 6 feb.      | 1-1              | Settimese-Barriera Nizza | _-_          | 27 feb.      |
| 19 dic.     | _-_              | Trinese-Asti             | _-_          | 27 feb.      |
| 19 dic.     | Riposa: Piemonte |                          |              | 27 feb.      |

| andata (4ª) | andata (4ª)            | Quarta giornata  | ritorno (9ª) | ritorno (9ª) |
|             |                        |                  |              |              |
| 23 gen.     | 1-2                    | Piemonte-Trinese | -            |              |
| 23 gen.     | -                      | Settimese-Asti   | -            |              |
| 23 gen.     | Riposa: Barriera Nizza |                  |              |              |

| andata (3ª) | andata (3ª)      | Terza giornata           | ritorno (8ª) | ritorno (8ª) |
|             |                  |                          |              |              |
| 6 feb.      | 1-1              | Settimese-Barriera Nizza | _-_          | 27 feb.      |
| 19 dic.     | _-_              | Trinese-Asti             | _-_          | 27 feb.      |
| 19 dic.     | Riposa: Piemonte |                          |              | 27 feb.      |

| andata (4ª) | andata (4ª)            | Quarta giornata  | ritorno (9ª) | ritorno (9ª) |
|             |                        |                  |              |              |
| 23 gen.     | 1-2                    | Piemonte-Trinese | -            |              |
| 23 gen.     | -                      | Settimese-Asti   | -            |              |
| 23 gen.     | Riposa: Barriera Nizza |                  |              |              |

| \| andata (5ª) \| andata (5ª) \| Quinta giornata \| ritorno (10ª) \| ritorno (10ª) \| \| \| \| \| \| \| \| 30 gen. \| 1-1 \| Barriera Nizza-Piemonte \| - \| \| \| 30 gen. \| 1-0 \| Trinese-Settimese \| - \| \| \| 30 gen. \| Riposa: Asti \| \| \| \| |              |                         |               |               |
| andata (5ª) | andata (5ª)  | Quinta giornata         | ritorno (10ª) | ritorno (10ª) |
| |              |                         |               |               |
| 30 gen. | 1-1          | Barriera Nizza-Piemonte | -             |               |
| 30 gen. | 1-0          | Trinese-Settimese       | -             |               |
| 30 gen. | Riposa: Asti |                         |               |               |

| andata (5ª) | andata (5ª)  | Quinta giornata         | ritorno (10ª) | ritorno (10ª) |
|             |              |                         |               |               |
| 30 gen.     | 1-1          | Barriera Nizza-Piemonte | -             |               |
| 30 gen.     | 1-0          | Trinese-Settimese       | -             |               |
| 30 gen.     | Riposa: Asti |                         |               |               |

### Girone B

#### Squadre partecipanti
| Squadra                       | Città (provincia) | Stagione 1919-1920 |
| ----------------------------- | ----------------- | ------------------ |
| U.S. Braidese                 | Bra (CN)          |                    |
| Fulgor F.C.                   | Asti (AL)         |                    |
| Giovani Calciatori Cappuccini | Vercelli (NO)     |                    |
| S.C. Michelin                 | Torino            |                    |
| U.S. Novese                   | Novi Ligure (AL)  |                    |

#### Classifica
|  | Pos. | Squadra       | Pt | G | V | N | P | GF | GS | DR  |
|  | ---- | ------------- | -- | - | - | - | - | -- | -- | --- |
|  | 1.   | Novese        | 16 | 8 | 8 | 0 | 0 | 36 | 0  | +36 |
|  | 2.   | GC Cappuccini | 10 | 8 | 5 | 0 | 3 | 20 | 8  | +12 |
|  | 3.   | Fulgor        | 9  | 8 | 4 | 1 | 3 | 9  | 21 | -12 |
|  | 4.   | Michelin      | 3  | 8 | 1 | 1 | 6 | 6  | 16 | -10 |
|  | 5.   | Braidese      | 2  | 8 | 0 | 2 | 6 | 3  | 29 | -26 |

Legenda:
      Ammesso al girone di finale.
Note:
Due punti a vittoria, uno a pareggio, zero a sconfitta.
Pari merito in caso di pari punti.
Spareggio in caso di pari punti in zona promozione.

#### Calendario
| andata (1ª) | andata (1ª)             | Prima giornata    | ritorno (6ª) | ritorno (6ª) |
|             |                         |                   |              |              |
| 5 dic.      | 7-0                     | Novese-Fulgor     | 2-0 (tav.)   | 23 gen.      |
| 5 dic.      | 1-1                     | Braidese-Michelin | 1-3          | 23 gen.      |
| 5 dic.      | Riposa: G.C. Cappuccini |                   |              | 23 gen.      |

| andata (2ª) | andata (2ª)      | Seconda giornata       | ritorno (7ª) | ritorno (7ª) |
|             |                  |                        |              |              |
| 12 dic.     | 13-0             | Novese-Braidese        | 2-0 (tav.)   | 30 gen.      |
| 12 dic.     | 8-0              | G.C. Cappuccini-Fulgor | 1-2          | 30 gen.      |
| 12 dic.     | Riposa: Michelin |                        |              | 30 gen.      |

| andata (1ª) | andata (1ª)             | Prima giornata    | ritorno (6ª) | ritorno (6ª) |
|             |                         |                   |              |              |
| 5 dic.      | 7-0                     | Novese-Fulgor     | 2-0 (tav.)   | 23 gen.      |
| 5 dic.      | 1-1                     | Braidese-Michelin | 1-3          | 23 gen.      |
| 5 dic.      | Riposa: G.C. Cappuccini |                   |              | 23 gen.      |

| andata (2ª) | andata (2ª)      | Seconda giornata       | ritorno (7ª) | ritorno (7ª) |
|             |                  |                        |              |              |
| 12 dic.     | 13-0             | Novese-Braidese        | 2-0 (tav.)   | 30 gen.      |
| 12 dic.     | 8-0              | G.C. Cappuccini-Fulgor | 1-2          | 30 gen.      |
| 12 dic.     | Riposa: Michelin |                        |              | 30 gen.      |

| andata (3ª) | andata (3ª)      | Terza giornata         | ritorno (8ª) | ritorno (8ª) |
|             |                  |                        |              |              |
| 19 dic.     | 0-2              | G.C. Cappuccini-Novese | 0-2          | 7 feb.       |
| 19 dic.     | 2-1              | Fulgor-Michelin        | 2-1          | 7 feb.       |
| 19 dic.     | Riposa: Braidese |                        |              | 7 feb.       |

| andata (4ª) | andata (4ª)    | Quarta giornata     | ritorno (9ª) | ritorno (9ª) |
|             |                |                     |              |              |
| 2 gen.      | 0-5            | Braidese-Cappuccini | 1-2          |              |
| 2 gen.      | 0-5            | Michelin-Novese     | 0-2 (tav.)   | 13 feb.      |
| 2 gen.      | Riposa: Fulgor |                     |              | 13 feb.      |

| andata (3ª) | andata (3ª)      | Terza giornata         | ritorno (8ª) | ritorno (8ª) |
|             |                  |                        |              |              |
| 19 dic.     | 0-2              | G.C. Cappuccini-Novese | 0-2          | 7 feb.       |
| 19 dic.     | 2-1              | Fulgor-Michelin        | 2-1          | 7 feb.       |
| 19 dic.     | Riposa: Braidese |                        |              | 7 feb.       |

| andata (4ª) | andata (4ª)    | Quarta giornata     | ritorno (9ª) | ritorno (9ª) |
|             |                |                     |              |              |
| 2 gen.      | 0-5            | Braidese-Cappuccini | 1-2          |              |
| 2 gen.      | 0-5            | Michelin-Novese     | 0-2 (tav.)   | 13 feb.      |
| 2 gen.      | Riposa: Fulgor |                     |              | 13 feb.      |

| \| andata (5ª) \| andata (5ª) \| Quinta giornata \| ritorno (10ª) \| ritorno (10ª) \| \| \| \| \| \| \| \| 9 gen. \| 2-1 \| G.C. Cappuccini-Michelin \| 2-0 \| \| \| 16 gen. \| 3-1 \| Fulgor-Braidese \| 0-0 \| 13 feb.[1] \| \| 16 gen. \| Riposa: Novese \| \| \| 13 feb.[1] \| |                |                          |               |               |
| andata (5ª) | andata (5ª)    | Quinta giornata          | ritorno (10ª) | ritorno (10ª) |
| |                |                          |               |               |
| 9 gen. | 2-1            | G.C. Cappuccini-Michelin | 2-0           |               |
| 16 gen. | 3-1            | Fulgor-Braidese          | 0-0           | 13 feb.       |
| 16 gen. | Riposa: Novese |                          |               | 13 feb.       |

| andata (5ª) | andata (5ª)    | Quinta giornata          | ritorno (10ª) | ritorno (10ª) |
|             |                |                          |               |               |
| 9 gen.      | 2-1            | G.C. Cappuccini-Michelin | 2-0           |               |
| 16 gen.     | 3-1            | Fulgor-Braidese          | 0-0           | 13 feb.       |
| 16 gen.     | Riposa: Novese |                          |               | 13 feb.       |

### Girone finale

#### Classifica finale
|  | Pos. | Squadra        | Pt | G | V | N | P | GF | GS | DR  |
|  | ---- | -------------- | -- | - | - | - | - | -- | -- | --- |
|  | 1.   | Novese         | 12 | 6 | 6 | 0 | 0 | 22 | 4  | +18 |
|  | 2.   | GC Cappuccini  | 6  | 6 | 3 | 0 | 3 | 12 | 11 | +1  |
|  | 3.   | Trinese        | 6  | 6 | ? | ? | ? | ?  | ?  | ?   |
|  | 4.   | Barriera Nizza | 0  | 6 | ? | ? | ? | ?  | ?  | ?   |

Legenda:
      Campione piemontese e promosso in Prima Categoria 1921-1922.
      Va allo spareggio per la seconda promossa.
Note:
Due punti a vittoria, uno a pareggio, zero a sconfitta.
Pari merito in caso di pari punti.
Spareggio in caso di pari punti in zona promozione.

#### Spareggio per il 2º posto in classifica
| Alessandria 5 giugno 1921 | GC Cappuccini | 2 – 0 | Trinese |  |

I Giovani Calciatori Cappuccini di Vercelli sono promossi in Prima Categoria mentre di converso la Trinese secessiona verso la CCI.

#### Calendario
| Andata (1ª) | Andata (1ª) | Prima giornata        | Ritorno (4ª) | Ritorno (4ª) |
|             |             |                       |              |              |
| 20 mar.     | 0-5         | Barriera Nizza-Novese | 0-2 (tav.)   | 17 apr.      |
| 20 mar.     | -           | -                     | -            | 17 apr.      |

| Andata (2ª) | Andata (2ª) | Seconda giornata       | Ritorno (5ª) | Ritorno (5ª) |
|             |             |                        |              |              |
| 3 apr.      | 2-0         | Novese-G.C. Cappuccini | 5-2          | 22 mag.      |
| 3 apr.      | 0-2         | Barriera Nizza-Trinese | -            | 22 mag.      |

| \| Andata (3ª) \| Andata (3ª) \| Terza giornata \| Ritorno (6ª) \| Ritorno (6ª) \| \| \| \| \| \| \| \| 10 apr. \| 3-1 \| G.C. Cappuccini-Barriera Nizza \| - \| 29 mag. \| \| 10 apr. \| 1-5 \| Trinese-Novese \| 1-3 \| 29 mag. \| |             |                                |              |              |
| Andata (3ª) | Andata (3ª) | Terza giornata                 | Ritorno (6ª) | Ritorno (6ª) |
| |             |                                |              |              |
| 10 apr. | 3-1         | G.C. Cappuccini-Barriera Nizza | -            | 29 mag.      |
| 10 apr. | 1-5         | Trinese-Novese                 | 1-3          | 29 mag.      |

Note
- La classifica è stata compilata in questo modo:
  - La Stampa del 30 maggio 1921 titola a pagina 4 "US Novese batte US Trinese 3-1 e vince il campionato piemontese di Promozione", scrivendo che la Novese "ha brillantemente vinto con 16 vittorie su 16 partite, con 58 goal all'attivo contro 4 al passivo, il campionato piemontese di Promozione." Quindi la Novese ha vinto il campionato piemontese di Promozione vincendo tutte le partite, comprese le 6 del girone finale, quindi è alla testa della classifica con 12 punti (6*2=12).
  - I G.C. Cappuccini si sono piazzati secondi con 6 punti secondo la cronistoria della Pro Vercelli edita dal sito di statistiche RSSSF.
  - La Trinese ha disputato uno spareggio con i G.C. Cappuccini, quindi avevano gli stessi punti in classifica dei G.C. Cappuccini (6).
  - Il Barriera Nizza, a questo punto, non può che avere 0 punti in classifica, dato che con i due punti per vittoria il totale dei punti (24) dev'essere uguale al totale delle partite giocate (24, anche se in realtà ne sono state giocate 12). Essendo la somma dei punti di Novese, G.C. Cappuccini e Trinese proprio 24 (12+6+6=24), la Barriera Nizza non ha conquistato alcun punto (24-24=0).
- Per la classifica della Novese, nel girone A e nel girone finale, si veda anche Fontanelli-Carboncini, p. 73.

## Lombardia
Il Comitato Regionale Lombardo aveva trasferito altre sei squadre in Prima Categoria, ma quest’anno aprì a molti club ULIC attraendoli con una prima fase poco impegnativa da sei giornate. Vennero quindi disegnati sei gironi da quattro squadre, mentre fu confermato il girone finale a sei club. 

### Girone A

#### Squadre partecipanti
| Squadra                       | Città (provincia) | Stagione 1919-1920                        |
| ----------------------------- | ----------------- | ----------------------------------------- |
| Esperia F.C.                  | Como              | Squadra ULIC                              |
| Labor Sportiva Seregno F.B.C. | Seregno (MI)      | Anno sabbatico                            |
| S.G. Pro Lissone              | Lissone (MI)      | 3º nel girone B della Promozione lombarda |
| Pro Victoria F.C.             | Monza (MI)        |                                           |

#### Classifica
|  | Pos. | Squadra       | Pt | G | V | N | P | GF | GS | DR  |
|  | ---- | ------------- | -- | - | - | - | - | -- | -- | --- |
|  | 1.   | Esperia       | 11 | 6 | 5 | 1 | 0 | 20 | 2  | +18 |
|  | 2.   | Labor Seregno | 7  | 6 | 3 | 1 | 2 | 10 | 7  | +3  |
|  | 3.   | Pro Victoria  | 3  | 6 | ? | ? | ? | ?  | ?  | ?   |
|  | 3.   | Pro Lissone   | 3  | 6 | ? | ? | ? | ?  | ?  | ?   |

Legenda:
      Ammesso al girone di finale.
Note:
Due punti a vittoria, uno a pareggio, zero a sconfitta.
Pari merito in caso di pari punti.
Spareggio in caso di pari punti in zona promozione.

### Girone B

#### Squadre partecipanti
| Squadra                    | Città (provincia) | Stagione 1919-1920 |
| -------------------------- | ----------------- | ------------------ |
| Circolo Educativo Popolare | Castellanza (MI)  |                    |
| U.S. Intrese               | Intra (NO)        |                    |
| Luino F.C.                 | Luino (CO)        |                    |
| Stresa Sportiva            | Stresa (NO)       |                    |

#### Classifica
|  | Pos. | Squadra | Pt | G | V | N | P | GF | GS | DR  |
|  | ---- | ------- | -- | - | - | - | - | -- | -- | --- |
|  | 1.   | Stresa  | 10 | 6 | 4 | 2 | 0 | 11 | 3  | +8  |
|  | 2.   | Luino   | 8  | 6 | 3 | 2 | 1 | 13 | 5  | +8  |
|  | 3.   | Intrese | 6  | 6 | 3 | 0 | 3 | 7  | 7  | 0   |
|  | 4.   | C.E.P.  | 0  | 6 | 0 | 0 | 6 | 2  | 18 | -16 |

Legenda:
      Ammesso al girone di finale.
Note:
Due punti a vittoria, uno a pareggio, zero a sconfitta.
Pari merito in caso di pari punti.
Spareggio in caso di pari punti in zona promozione.

#### Calendario
| Andata (1ª) | Andata (1ª) | Prima giornata | Ritorno (4ª) | Ritorno (4ª) |
|             |             |                |              |              |
| 5 dic.      | 0-0         | Luino-Stresa   | 1-1          | 9 gen.       |
| 5 dic.      | 0-1         | C.E.P.-Intrese | 0-2          | 9 gen.       |

| Andata (2ª) | Andata (2ª) | Seconda giornata | Ritorno (5ª) | Ritorno (5ª) |
|             |             |                  |              |              |
| 12 dic.     | 3-2         | Intrese-Luino    | 0-1          | 16 gen.      |
| 12 dic.     | 4-1         | Stresa-C.E.P.    | 2-0          | 16 gen.      |

| \| Andata (3ª) \| Andata (3ª) \| Terza giornata \| Ritorno (6ª) \| Ritorno (6ª) \| \| \| \| \| \| \| \| 19 dic. \| 1-0 \| Stresa-Intrese \| 3-1 \| 23 gen. \| \| 19 dic. \| 1-7 \| C.E.P.-Luino \| 0-2 \| 23 gen. \| |             |                |              |              |
| Andata (3ª) | Andata (3ª) | Terza giornata | Ritorno (6ª) | Ritorno (6ª) |
| |             |                |              |              |
| 19 dic. | 1-0         | Stresa-Intrese | 3-1          | 23 gen.      |
| 19 dic. | 1-7         | C.E.P.-Luino   | 0-2          | 23 gen.      |

### Girone C

#### Squadre partecipanti
| Squadra               | Città (provincia) | Stagione 1919-1920 |
| --------------------- | ----------------- | ------------------ |
| Soc. Canottieri Lecco | Lecco (CO)        |                    |
| Minerva F.C.          | Milano            |                    |
| Olona F.C.            | Milano            |                    |
| Striver F.C.          | Milano            |                    |

#### Classifica finale
|  | Pos. | Squadra          | Pt | G | V | N | P | GF | GS | DR |
|  | ---- | ---------------- | -- | - | - | - | - | -- | -- | -- |
|  | 1.   | Canottieri Lecco | 8  | 6 | 4 | 0 | 2 | 12 | 8  | +4 |
|  | 2.   | Minerva          | 8  | 6 | ? | ? | ? | ?  | ?  | ?  |
|  | 3.   | Olona            | 8  | 6 | ? | ? | ? | ?  | ?  | ?  |
|  | 4.   | Striver          | 0  | 6 | ? | ? | ? | ?  | ?  | ?  |

Legenda:
      Ammesso al girone di finale.
Note:
Due punti a vittoria, uno a pareggio, zero a sconfitta.
Pari merito in caso di pari punti.
Spareggio in caso di pari punti in zona promozione.

#### Spareggio
|                  | Risultati |         | Luogo e data                  |
| ---------------- | --------- | ------- | ----------------------------- |
| Minerva          | 6-1       | Olona   | Milano, 6 febbraio 1921       |
| Canottieri Lecco | 3-1       | Olona   | Castellanza, 13 febbraio 1921 |
| Canottieri Lecco | 3-1       | Minerva | Monza, 20 febbraio 1921       |
|                  |           |         |                               |

La Canottieri Lecco va in finale per la promozione in Prima Categoria lombarda.

#### Calendario
| Andata (1ª) | Andata (1ª) | Prima giornata         | Ritorno (4ª) | Ritorno (4ª) |
|             |             |                        |              |              |
| 5 dic.      | 2-6         | Olona-Canottieri Lecco | 4-0          | 9 gen.       |
| 5 dic.      | -           | -                      | -            | 9 gen.       |

| Andata (2ª) | Andata (2ª) | Seconda giornata         | Ritorno (5ª) | Ritorno (5ª) |
|             |             |                          |              |              |
| 12 dic.     | 3-1         | Canottieri Lecco-Striver | 1-0          | 30 gen.      |
| 12 dic.     | -           | -                        | -            | 16 gen.      |

| \| Andata (3ª) \| Andata (3ª) \| Terza giornata \| Ritorno (6ª) \| Ritorno (6ª) \| \| \| \| \| \| \| \| 2 gen. \| 2-0 \| Canottieri Lecco-Minerva \| 0-1 \| 23 gen. \| \| 19 dic. \| - \| - \| - \| 23 gen. \| |             |                          |              |              |
| Andata (3ª) | Andata (3ª) | Terza giornata           | Ritorno (6ª) | Ritorno (6ª) |
| |             |                          |              |              |
| 2 gen. | 2-0         | Canottieri Lecco-Minerva | 0-1          | 23 gen.      |
| 19 dic. | -           | -                        | -            | 23 gen.      |

### Girone D

#### Squadre partecipanti
| Squadra       | Città (provincia) | Stagione 1919-1920 |
| ------------- | ----------------- | ------------------ |
| U.S. Codogno  | Codogno (MI)      |                    |
| Crema F.C.    | Crema (CR)        |                    |
| A.S. Fanfulla | Lodi (MI)         |                    |
| S.C. Savoia   | Lodi (MI)         |                    |

#### Classifica finale
|  | Pos. | Squadra  | Pt | G | V | N | P | GF | GS | DR |
|  | ---- | -------- | -- | - | - | - | - | -- | -- | -- |
|  | 1.   | Fanfulla | 9  | 6 | 3 | 3 | 0 | 16 | 7  | +9 |
|  | 2.   | Crema    | 6  | 6 | 2 | 2 | 2 | 8  | 9  | -1 |
|  | 3.   | Savoia   | 5  | 6 | 2 | 1 | 3 | 7  | 13 | -6 |
|  | 4.   | Codogno  | 4  | 6 | 1 | 2 | 3 | 13 | 15 | -2 |

Legenda:
      Ammesso al girone di finale.
Note:
Due punti a vittoria, uno a pareggio, zero a sconfitta.
Pari merito in caso di pari punti.
Spareggio in caso di pari punti in zona promozione.

#### Calendario
| Andata (1ª) | Andata (1ª) | Prima giornata  | Ritorno (4ª) | Ritorno (4ª) |
|             |             |                 |              |              |
| 5 dic.      | 1-1         | Savoia-Fanfulla | 2-6          | 9 gen.       |
| 5 dic.      | 3-4         | Codogno-Crema   | 1-3          | 9 gen.       |

| Andata (2ª) | Andata (2ª) | Seconda giornata | Ritorno (5ª) | Ritorno (5ª) |
|             |             |                  |              |              |
| 12 dic.     | 3-0         | Fanfulla-Codogno | 3-3          | 16 gen.      |
| 12 dic.     | 0-0         | Crema-Savoia     | 0-2          | 30 gen.      |

| \| Andata (3ª) \| Andata (3ª) \| Terza giornata \| Ritorno (6ª) \| Ritorno (6ª) \| \| \| \| \| \| \| \| 19 dic. \| 0-2 \| Crema-Fanfulla \| 1-1 \| 23 gen. \| \| 2 gen. \| 2-2 \| Savoia-Codogno \| 0-4 \| 23 gen. \| |             |                |              |              |
| Andata (3ª) | Andata (3ª) | Terza giornata | Ritorno (6ª) | Ritorno (6ª) |
| |             |                |              |              |
| 19 dic. | 0-2         | Crema-Fanfulla | 1-1          | 23 gen.      |
| 2 gen. | 2-2         | Savoia-Codogno | 0-4          | 23 gen.      |

### Girone E

#### Squadre partecipanti
| Squadra       | Città (provincia) | Stagione 1919-1920 |
| ------------- | ----------------- | ------------------ |
| S.S. A.L.P.E. | Bergamo           |                    |
| Ardita F.C.   | Milano            |                    |
| G.S. Pirelli  | Niguarda (MI)     |                    |
| Vigor F.C.    | Milano            |                    |

#### Classifica finale
|  | Pos. | Squadra  | Pt | G | V | N | P | GF | GS | DR |
|  | ---- | -------- | -- | - | - | - | - | -- | -- | -- |
|  | 1.   | Pirelli  | 10 | 6 | ? | ? | ? | ?  | ?  | ?  |
|  | 2.   | A.L.P.E. | 7  | 6 | ? | ? | ? | ?  | ?  | ?  |
|  | 3.   | Vigor    | 6  | 6 | ? | ? | ? | ?  | ?  | ?  |
|  | 4.   | Ardita   | 1  | 6 | ? | ? | ? | ?  | ?  | ?  |

Legenda:
      Ammesso al girone di finale.
Note:
Due punti a vittoria, uno a pareggio, zero a sconfitta.
Pari merito in caso di pari punti.
Spareggio in caso di pari punti in zona promozione.
L'Ardita annesse i resti della retrocedenda e fallita Ausonia Pro Gorla.

### Girone F

#### Squadre partecipanti
| Squadra            | Città (provincia)       | Stagione 1919-1920 |
| ------------------ | ----------------------- | ------------------ |
| Abbiategrasso F.C. | Abbiategrasso (MI)      |                    |
| G.S. Marelli       | Sesto San Giovanni (MI) |                    |
| Mortara F.C.       | Mortara (PV)            |                    |
| A.C. Vogherese     | Voghera (PV)            |                    |

#### Classifica finale
|  | Pos. | Squadra       | Pt | G | V | N | P | GF | GS | DR |
|  | ---- | ------------- | -- | - | - | - | - | -- | -- | -- |
|  | 1.   | Vogherese     | 9  | 6 | ? | ? | ? | ?  | ?  | ?  |
|  | 2.   | Mortara       | 6  | 6 | ? | ? | ? | ?  | ?  | ?  |
|  | 3.   | Abbiategrasso | 5  | 6 | ? | ? | ? | ?  | ?  | ?  |
|  | 4.   | Marelli       | 4  | 6 | ? | ? | ? | ?  | ?  | ?  |

Legenda:
      Ammesso al girone di finale.
Note:
Due punti a vittoria, uno a pareggio, zero a sconfitta.
Pari merito in caso di pari punti.
Spareggio in caso di pari punti in zona promozione.

### Girone finale

#### Classifica finale
|  | Pos. | Squadra          | Pt | G  | V | N | P | GF | GS | DR  |
|  | ---- | ---------------- | -- | -- | - | - | - | -- | -- | --- |
|  | 1.   | Esperia          | 15 | 10 | 6 | 3 | 1 | 24 | 10 | +14 |
|  | 2.   | Vogherese        | 12 | 10 | 5 | 2 | 3 | 12 | 6  | +6  |
|  | 2.   | Fanfulla         | 12 | 10 | 5 | 2 | 3 | 19 | 18 | +1  |
|  | 4.   | Canottieri Lecco | 10 | 10 | 4 | 2 | 4 | 15 | 15 | 0   |
|  | 5.   | Pirelli          | 6  | 10 | 2 | 2 | 6 | 8  | 20 | -12 |
|  | 6.   | Stresa           | 5  | 10 | 2 | 1 | 7 | 8  | 19 | -11 |

Legenda:
      Promosso in Prima Categoria 1921-1922.
Note:
Due punti a vittoria, uno a pareggio, zero a sconfitta.
Pari merito in caso di pari punti.
Spareggio in caso di pari punti in zona promozione.

#### Calendario
| Andata (1ª) | Andata (1ª) | Prima giornata           | Ritorno (6ª) | Ritorno (6ª) |
|             |             |                          |              |              |
| 27 feb.     | 1-1         | Canottieri Lecco-Pirelli | 4-1          | 17 apr.      |
| 27 feb.     | 1-0         | Fanfulla-Vogherese       | 0-0          | 17 apr.      |
| 27 feb.     | 1-3         | Stresa-Esperia           | -            | 17 apr.      |

| Andata (2ª) | Andata (2ª) | Seconda giornata        | Ritorno (7ª) | Ritorno (7ª) |
|             |             |                         |              |              |
| 13 mar.     | 1-2         | Stresa-Canottieri Lecco | 0-2          | 24 apr.      |
| 13 mar.     | 3-2         | Pirelli-Fanfulla        | 0-3          | 24 apr.      |
| 13 mar.     | 1-1         | Esperia-Vogherese       | -            | 24 apr.      |

| Andata (3ª) | Andata (3ª) | Terza giornata            | Ritorno (8ª) | Ritorno (8ª) |
|             |             |                           |              |              |
| 20 mar.     | 2-3         | Fanfulla-Canottieri Lecco | 3-2          | 1 mag.       |
| 20 mar.     | 3-0         | Vogherese-Stresa          | 0-2          | 29 mag.      |
| 20 mar.     | -           | Pirelli-Esperia           | -            | 1º mag.      |

| Andata (4ª) | Andata (4ª) | Quarta giornata            | Ritorno (9ª) | Ritorno (9ª) |
|             |             |                            |              |              |
| 3 apr.      | 1-0         | Vogherese-Canottieri Lecco | 2-1          | 8 mag.       |
| 3 apr.      | 8-3         | Esperia-Fanfulla           | 0-2          | 8 mag.       |
| 3 apr.      | 1-0         | Pirelli-Stresa             | -            | 8 mag.       |

| \| Andata (5ª) \| Andata (5ª) \| Quinta giornata \| Ritorno (10ª) \| Ritorno (10ª) \| \| \| \| \| \| \| \| 10 apr. \| 4-1 \| Esperia-Canottieri Lecco \| 0-0 \| 22 mag. \| \| 10 apr. \| - \| Fanfulla-Stresa \| 1-1 \| 22 mag. \| \| 10 apr. \| 3-0 \| Vogherese-Pirelli \| - \| 22 mag. \| |             |                          |               |               |
| Andata (5ª) | Andata (5ª) | Quinta giornata          | Ritorno (10ª) | Ritorno (10ª) |
| |             |                          |               |               |
| 10 apr. | 4-1         | Esperia-Canottieri Lecco | 0-0           | 22 mag.       |
| 10 apr. | -           | Fanfulla-Stresa          | 1-1           | 22 mag.       |
| 10 apr. | 3-0         | Vogherese-Pirelli        | -             | 22 mag.       |

## Veneto

### Girone A

#### Squadre partecipanti
| Squadra                       | Città (provincia)        | Stagione 1919-1920 |
| ----------------------------- | ------------------------ | ------------------ |
| C.S. e di Lettura Lido        | Lido di Venezia          |                    |
| U.S. Feltrese                 | Feltre (BL)              |                    |
| Soc. Giorgione Sezione Calcio | Castelfranco Veneto (TV) |                    |
| A.C. Mestre                   | Venezia                  |                    |
| Virtus F.C.                   | Venezia                  |                    |

#### Classifica finale
|  | Pos. | Squadra        | Pt | G | V | N | P | GF | GS | DR |
|  | ---- | -------------- | -- | - | - | - | - | -- | -- | -- |
|  | 1.   | Mestre         | 13 | 8 | ? | ? | ? | ?  | ?  | ?  |
|  | 1.   | Virtus Venezia | 13 | 8 | ? | ? | ? | ?  | ?  | ?  |
|  | 3.   | Feltrese       | 11 | 8 | ? | ? | ? | ?  | ?  | ?  |
|  | 4.   | Giorgione      | 3  | 8 | ? | ? | ? | ?  | ?  | ?  |
|  | 5.   | Lido           | 2  | 8 | ? | ? | ? | ?  | ?  | ?  |

Legenda:
      Ammesso al girone di finale.
Note:
Due punti a vittoria, uno a pareggio, zero a sconfitta.
Pari merito in caso di pari punti.
Spareggio in caso di pari punti in zona promozione.

### Girone B

#### Squadre partecipanti
| Squadra                    | Città (provincia) | Stagione 1919-1920 |
| -------------------------- | ----------------- | ------------------ |
| A.C. Audax                 | Padova            |                    |
| U.S. Legnaghese            | Legnago (VR)      |                    |
| Pro Rovigo                 | Rovigo            |                    |
| U.S. Studentesca Vicentina | Vicenza           |                    |
| A.C. Thiene                | Thiene (VI)       |                    |

#### Classifica finale
|  | Pos. | Squadra               | Pt | G | V | N | P | GF | GS | DR |
|  | ---- | --------------------- | -- | - | - | - | - | -- | -- | -- |
|  | 1.   | Legnaghese            | 14 | 8 | ? | ? | ? | ?  | ?  |    |
|  | 2.   | Thiene                | 12 | 8 | ? | ? | ? | ?  | ?  |    |
|  | 3.   | Pro Rovigo            | 7  | 8 | 3 | 1 | 2 | 12 | 6  | +6 |
|  | 4.   | Studentesca Vicentina | 7  | 8 | ? | ? | ? | ?  | ?  |    |
|  | 5.   | Audax Padova          | 2  | 8 | ? | ? | ? | ?  | ?  |    |

Legenda:
      Ammesso al girone di finale.
Note:
Due punti a vittoria, uno a pareggio, zero a sconfitta.
Pari merito in caso di pari punti.
Spareggio in caso di pari punti in zona promozione.

### Girone finale

#### Classifica finale
|  | Pos. | Squadra        | Pt | G | V | N | P | GF | GS | DR |
|  | ---- | -------------- | -- | - | - | - | - | -- | -- | -- |
|  | 1.   | Legnaghese     | 7  | 6 | 2 | 3 | 1 | ?  | ?  |    |
|  | 2.   | Mestre         | 7  | 6 | 3 | 1 | 2 | ?  | ?  |    |
|  | 3.   | Thiene         | 5  | 6 | ? | ? | ? | ?  | ?  |    |
|  | 2.   | Virtus Venezia | 5  | 6 | ? | ? | ? | ?  | ?  |    |

Legenda:
      Va allo spareggio promozione.
Note:
Due punti a vittoria, uno a pareggio, zero a sconfitta.
Pari merito in caso di pari punti.
Spareggio in caso di pari punti in zona promozione.

#### Spareggio promozione
|            | Risultati |        | Luogo e data            |
| ---------- | --------- | ------ | ----------------------- |
| Legnaghese | 1-0       | Mestre | Vicenza, 12 giugno 1921 |
|            |           |        |                         |

## Emilia

### Girone A

#### Squadre partecipanti
| Squadra          | Città (provincia) | Stagione 1919-1920 |
| ---------------- | ----------------- | ------------------ |
| Liberi F.B.C.    | Borgotaro (PR)    |                    |
| U.S. Mirandolese | Mirandola (MO)    |                    |
| Sassuolo F.C.    | Sassuolo (MO)     |                    |

#### Classifica finale
|  | Pos. | Squadra     | Pt | G | V | N | P | GF | GS | DR |
|  | ---- | ----------- | -- | - | - | - | - | -- | -- | -- |
|  | 1.   | Sassuolo    | .  | 4 | . | . | . | .  | .  |    |
|  | 2.   | Mirandolese | .  | 4 | . | . | . | .  | .  |    |
|  | 3.   | Liberi      | .  | 4 | . | . | . | .  | .  |    |

Legenda:
      Ammesso alla finale emiliana.
Note:
Due punti a vittoria, uno a pareggio, zero a sconfitta.
Pari merito in caso di pari punti.
Spareggio in caso di pari punti in zona promozione.

### Girone B

#### Squadre partecipanti
| Squadra        | Città (provincia) | Stagione 1919-1920 |
| -------------- | ----------------- | ------------------ |
| A.C. Bologna   | Bologna           |                    |
| S.G. Fortitudo | Bologna           |                    |
| U.S. Mantovana | Mantova           |                    |
| Ostiglia F.C.  | Ostiglia (MN)     |                    |

#### Classifica finale
|  | Pos. | Squadra           | Pt | G | V | N | P | GF | GS | DR |
|  | ---- | ----------------- | -- | - | - | - | - | -- | -- | -- |
|  | 1.   | Mantovana         | 8  | 6 | 3 | 2 | 1 | 10 | 5  |    |
|  | 1.   | Ostiglia          | 8  | 6 | . | . | . | .  | .  |    |
|  | 3.   | Fortitudo Bologna | .  | 6 | . | . | . | .  | .  |    |
|  | 4.   | AC Bologna        | .  | 6 | . | . | . | .  | .  |    |

Legenda:
      Ammesso allo spareggio.
Note:
Due punti a vittoria, uno a pareggio, zero a sconfitta.
Pari merito in caso di pari punti.
Spareggio in caso di pari punti in zona promozione.

#### Spareggio qualificazione
|           | Risultati |          | Luogo e data         |
| --------- | --------- | -------- | -------------------- |
| Mantovana | 2-0       | Ostiglia | Carpi, 3 aprile 1921 |
|           |           |          |                      |

- La Mantovana è ammessa alla finale per la promozione in Prima Categoria.

### Girone C
| Squadra              | Città (provincia) | Stagione 1919-1920 |
| -------------------- | ----------------- | ------------------ |
| A.G.A.S. Pro Ferrara | Ferrara           |                    |
| C.A. Faenza          | Faenza (RA)       |                    |
| U.S. Forti e Liberi  | Forlì             |                    |
| U.S. Ravennate       | Ravenna           |                    |

#### Classifica finale
|  | Pos. | Squadra        | Pt | G | V | N | P | GF | GS | DR |
|  | ---- | -------------- | -- | - | - | - | - | -- | -- | -- |
|  | 1.   | Forti e Liberi | 9  | 6 | 4 | 1 | 1 | 10 | 6  | +4 |
|  | 2.   | Ravennate      | 6  | 6 | 3 | 0 | 3 | 5  | 6  | -1 |
|  | 3.   | Faenza         | 5  | 6 | 2 | 1 | 3 | 8  | 8  | 0  |
|  | 3.   | Pro Ferrara    | 4  | 6 | 2 | 0 | 4 | 7  | 10 | -3 |

Legenda:
      Ammesso alle finali emiliane.
Note:
Due punti a vittoria, uno a pareggio, zero a sconfitta.
Pari merito in caso di pari punti.
Spareggio in caso di pari punti in zona promozione.

### Girone finale

#### Classifica finale
|  | Pos. | Squadra        | Pt | G | V | N | P | GF | GS | DR |
|  | ---- | -------------- | -- | - | - | - | - | -- | -- | -- |
|  | 1.   | Mantovana      | 6  | 4 | 3 | 0 | 1 | 8  | 2  | +6 |
|  | 2.   | Sassuolo       | 5  | 4 | 2 | 1 | 1 | 4  | 4  | 0  |
|  | 3.   | Forti e Liberi | 1  | 4 | 0 | 1 | 3 | 1  | 7  | -6 |

Legenda:
      Promosso in Prima Categoria 1921-1922.
Note:
Due punti a vittoria, uno a pareggio, zero a sconfitta.
Pari merito in caso di pari punti.
Spareggio in caso di pari punti in zona promozione.

#### Calendario
| Andata (1ª) | Andata (1ª)       | 1ª giornata             | Ritorno (4ª) | Ritorno (4ª) |
|             |                   |                         |              |              |
| 10 apr.     | 0-0               | Sassuolo-Forti e Liberi | 2-1          | 8 mag.       |
| 10 apr.     | Riposa: Mantovana |                         |              | 8 mag.       |

| Andata (2ª) | Andata (2ª)            | 2ª giornata        | Ritorno (5ª) | Ritorno (5ª) |
|             |                        |                    |              |              |
| 17 apr.     | 2-0                    | Mantovana-Sassuolo | 1-2          | 22 mag.      |
| 17 apr.     | Riposa: Forti e Liberi |                    |              | 22 mag.      |

| \| Andata (3ª) \| Andata (3ª) \| 3ª giornata \| Ritorno (6ª) \| Ritorno (6ª) \| \| \| \| \| \| \| \| 24 apr. \| 0-1 \| Forti e Liberi-Mantovana \| 0-4 \| 29 mag. \| \| 24 apr. \| Riposa: Sassuolo \| \| \| 29 mag. \| |                  |                          |              |              |
| Andata (3ª) | Andata (3ª)      | 3ª giornata              | Ritorno (6ª) | Ritorno (6ª) |
| |                  |                          |              |              |
| 24 apr. | 0-1              | Forti e Liberi-Mantovana | 0-4          | 29 mag.      |
| 24 apr. | Riposa: Sassuolo |                          |              | 29 mag.      |

## Toscana

### Squadre partecipanti
| Squadra              | Città (provincia)        | Stagione 1919-1920 |
| -------------------- | ------------------------ | ------------------ |
| U.S. Carrarese       | Carrara (MS)             |                    |
| U.S. Castiglioncello | Rosignano Marittimo (PI) |                    |
| S.S. Pro Livorno     | Livorno                  |                    |
| U.S. Vigor           | Viareggio (LU)           |                    |

### Classifica finale
|  | Pos. | Squadra         | Pt | G | V | N | P | GF | GS | DR  |
|  | ---- | --------------- | -- | - | - | - | - | -- | -- | --- |
|  | 1.   | Pro Livorno     | 11 | 6 | 5 | 1 | 0 | 24 | 2  | +22 |
|  | 2.   | Carrarese       | 8  | 6 | 3 | 2 | 1 | 16 | 7  | +9  |
|  | 3.   | Castiglioncello | 5  | 6 | 2 | 1 | 3 | 5  | 24 | -19 |
|  | 4.   | Vigor Viareggio | 0  | 6 | 0 | 0 | 6 | 0  | 12 | -12 |

Legenda:
      Promosso in Prima Categoria 1921-1922.
Note:
Due punti a vittoria, uno a pareggio, zero a sconfitta.
Pari merito in caso di pari punti.
Spareggio in caso di pari punti in zona promozione.
La Vigor si è ritirata dopo la prima del girone di ritorno.

#### Calendario
| Andata (1ª) | Andata (1ª) | Prima giornata            | Ritorno (4ª) | Ritorno (4ª) |
|             |             |                           |              |              |
| 12 dic.     | 9-0         | Carrarese-Castiglioncello | 1-1          | 16 gen.      |
| 12 dic.     | 2-0         | Pro Livorno-Vigor         | 2-0          | 16 gen.      |

| Andata (2ª) | Andata (2ª) | Seconda giornata      | Ritorno (5ª) | Ritorno (5ª) |
|             |             |                       |              |              |
| 19 dic.     | 4-0         | Pro Livorno-Carrarese | 2-2          | 23 gen.      |
| 19 dic.     | 0-2         | Vigor-Castiglioncello | 0-2          | 23 gen.      |

| \| Andata (3ª) \| Andata (3ª) \| Terza giornata \| Ritorno (6ª) \| Ritorno (6ª) \| \| \| \| \| \| \| \| 9 gen. \| 0-6 \| Castiglioncello-Pro Livorno \| 0-8 \| 30 gen. \| \| 9 gen. \| 2-0 \| Carrarese-Vigor \| 2-0 \| 30 gen. \| |             |                             |              |              |
| Andata (3ª) | Andata (3ª) | Terza giornata              | Ritorno (6ª) | Ritorno (6ª) |
| |             |                             |              |              |
| 9 gen. | 0-6         | Castiglioncello-Pro Livorno | 0-8          | 30 gen.      |
| 9 gen. | 2-0         | Carrarese-Vigor             | 2-0          | 30 gen.      |

## Lazio

### Squadre partecipanti
| Squadra            | Città (provincia) | Stagione precedente |
| ------------------ | ----------------- | ------------------- |
| S.S. Alba          | Roma              |                     |
| S.S. Tiberis-Trevi | Roma (RM)         |                     |
| S.S. Tivoli        | Tivoli (RM)       |                     |
|                    | [[]] (RM)         |                     |
|                    | [[]] (RM)         |                     |

### Classifica finale
|  | Pos. | Squadra       | Pt | G  | V | N | P | GF | GS | DR |
|  | ---- | ------------- | -- | -- | - | - | - | -- | -- | -- |
|  | 1.   | Alba          | ?  | 10 | ? | ? | ? | ?  | ?  |    |
|  | 2.   | Tivoli        | ?  | 10 | ? | ? | ? | ?  | ?  |    |
|  | 3.   | Tiberis-Trevi | ?  | 10 | ? | ? | ? | ?  | ?  |    |
|  | 4.   | Sconosciuta   | ?  | 10 | ? | ? | ? | ?  | ?  |    |
|  | 5.   | Sconosciuta   | ?  | 10 | ? | ? | ? | ?  | ?  |    |
|  | 6.   | Sconosciuta   | ?  | 10 | ? | ? | ? | ?  | ?  |    |

Legenda:
      Promosso o invitato dalla CCI in Prima Divisione 1921-1922.
Note:
Due punti a vittoria, uno a pareggio, zero a sconfitta.
Pari merito in caso di pari punti.
Spareggio in caso di pari punti in zona promozione.

## Campania

### Squadre partecipanti
| Squadra | Città (provincia)            | Stagione 1919-1920 |
| ------- | ---------------------------- | ------------------ |
| Stabia  | Castellammare di Stabia (NA) |                    |
|         | [[]]                         |                    |
|         | [[]]                         |                    |
|         | [[]]                         |                    |
|         | [[]]                         |                    |

### Classifica finale
|  | Pos. | Squadra     | Pt | G | V | N | P | GF | GS | DR  |
|  | ---- | ----------- | -- | - | - | - | - | -- | -- | --- |
|  | 1.   | Stabia      | 8  | 4 | 4 | 0 | 0 | 13 | 2  | +11 |
|  | 2.   | Sconosciuta | ?  | 4 | ? | ? | ? | ?  | ?  | ?   |
|  | 3.   | Sconosciuta | ?  | 4 | ? | ? | ? | ?  | ?  | ?   |

Legenda:
      Promosso in Prima Divisione 1921-1922.
Note:
Due punti a vittoria, uno a pareggio, zero a sconfitta.
Pari merito in caso di pari punti.
Spareggio in caso di pari punti in zona promozione.

### Giornali
- La Stampa
- Gazzetta d'Asti
- Messaggero di Novi
- La Gazzetta del lago

### Libri
- Carlo Fontanelli, I colori del calcio. 1898-1929: divise da gioco - curriculum - 173 squadre, Empoli (FI), Geo Edizioni S.r.l., 2000, ISBN non esistente.
- Carlo Fontanelli e Massimo Montanari, Unione Sportiva Ravenna - Una storia, mille protagonisti, Empoli (FI), Mariposa S.n.c., luglio 1995,  p. 38.
- Carlo Fontanelli, Michele Invernizzi, Gianni Menicatti, Tutto il Lecco partita per partita, Empoli (FI), Geo Edizioni S.r.l., novembre 2018,  pp. 26-29.